# Buchenavia parvifolia
Buchenavia parvifolia är en tvåhjärtbladig växtart. Buchenavia parvifolia ingår i släktet Buchenavia och familjen Combretaceae.

## Underarter
Arten delas in i följande underarter:
- B. p. parvifolia
- B. p. rabelloana